# Quaestiones infinitae
Le Quaestiones infinitae sono esercizi retorici, in voga ai tempi della gioventù e degli studi di Cicerone, su temi di carattere filosofico e morale. Sono chiamate anche "tesi" (dal greco théseis).
Alcuni argomenti di dibattito potevano riguardare: se si dovesse prendere moglie, se fosse meglio vivere in città o in campagna, se si potesse raggiungere davvero la conoscenza, come ci si dovesse comportare durante la tirannide...
Le Quaestiones infinitae si contrapponevano alle quaestiones finitae.